# Bengt Saltin
Bengt Saltin, född 3 juni 1935 i Bromma församling, Stockholm, död 12 september 2014 i Stockholms domkyrkoförsamling
,  var en svensk fysiolog.
Bengt Saltin inledde sin skolning till arbetsfysiolog vid Fysiologiska institutionen vid Kungl. Gymnastiska Centralinstitutet (GCI) i Stockholm sommaren 1959, numera Gymnastik- och idrottshögskolan GIH. Där genomförde han även sin forskarutbildning med Per-Olof Åstrand som handledare, och disputerade 1964 på avhandlingen Aerobic work capacity and circulation at exercise in man. Den lades fram på Karolinska institutet i Solna då GCI vid den tiden inte hade rättigheter att examinera för doktorsgraden. Han arbetade sedan som docent på GCI/KI fram till 1973 då han utnämndes till professor i gymnastikens teori vid August Krogh Institutet vid Köpenhamns universitet (KU), där han verkade fram till 1990. 
Han återvände därvid till KI där han verkade som professor i fysiologi, men återvände 1994 till Danmark för att bygga upp Copenhagen Muscle Research Centre där han kom att verka som chef under tio år. Under denna period byggdes ett samarbete upp med Mittuniversitetet där han som gästprofessor från 2004 var med och utvecklade idrottsforskning och ett idrottsvetenskapligt utbildningsprogram inom Nationellt Vintersportcentrum (NVC). 
Han var sedan 1984 ledamot av Det Kongelige Danske Videnskabernes Selskab. Vid Gymnastik- och idrottshögskolan i Stockholm (GIH, f.d. GCI) har inrättats "Professor Bengt Saltins minnesfond" för att hedra hans minne som en av världens främsta forskare inom det arbetsfysiologiska fältet.